# Laomedont de Troia
|  | «Laomedont» redirigeix aquí. Vegeu-ne altres significats a «Laomedont (desambiguació)». |

Segons la mitologia grega, Laomedont (grec antic: Λαομέδων, -οντος, Laomédōn, -ontos) fou el rei mític de Troia que va bastir les famoses muralles inexpugnables de la ciutat.
Laomedont era fill d'Ilos, fundador de la ciutat de Troia, i la seva esposa Eurídice. La família reial es completava amb les dues germanes de Laomedont; Temiste i Teleclea.

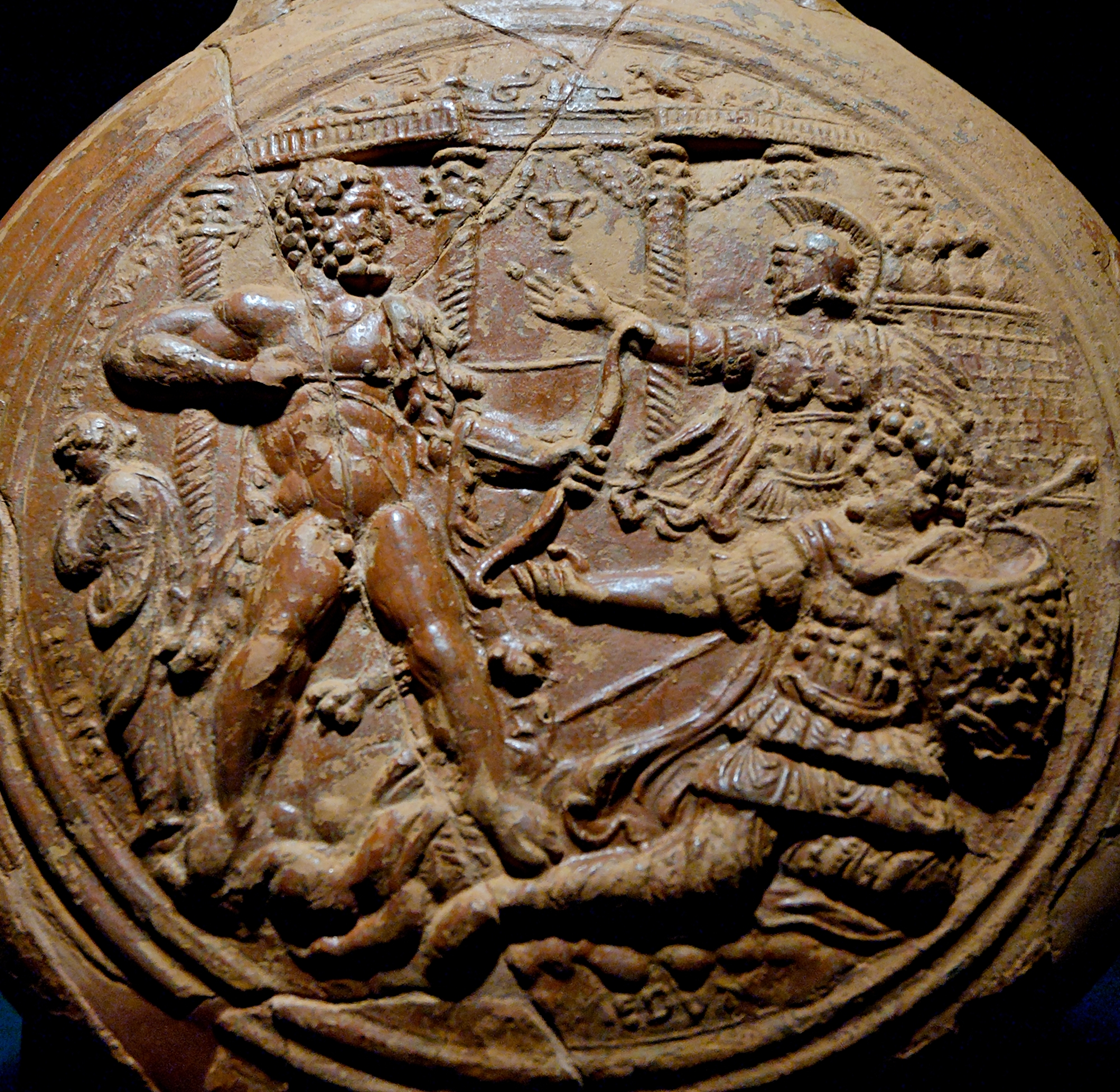
Heracles i Laomedont, gravat en una ampolla del

De jove, Laomedont va mantenir una relació amb la nimfa nàiade Caliba qui li va donar un fill, Bucolió. Posteriorment es va casar amb una dona que rep diversos noms (Estrimo, Reo, Plàcia, Toosa, Zeuxipa) i després amb Leucippa. Els seus fills amb Estrimo foren: Titonos, fet immortal pel déu Zeus; Lampos, Clit, Hicetaó i Podarces, qui el succeí com a rei de Troia amb el nom de Príam. La Biblioteca d'Apol·lodor esmenta també diverses filles seves: Hesíone, salvada i segrestada per Hèracles i casada amb Telamó; Cil·la, Astíoque, esposa de Tèlef, fill d'Hèracles; Etil·la, Medesicaste i Pròclia.
Durant el regnat de Laomedont es va remodelar la ciutat de Troia fins a convertir-la en una de les ciutats més importants del món grec antic. Per fer-ho va rebre l'ajut de Posidó i Apol·lo, expulsats temporalment de l'Olimp per rebel·lar-se contra Zeus; Posidó va construir les muralles i Apol·lo les edificacions del Mont Ida.
Després d'acabar la feina, Laomedont no els va donar la recompensa promesa (tot el bestiar nascut en un any) i els va expulsar dels seus dominis; com a càstig Apol·lo envià una epidèmia de pesta mentre que Posidó va enviar un monstre marí a assolar la costa del país. Un oracle va dictaminar que s'havien d'oferir sacrificis humans al monstre; una vegada li va tocar el sacrifici a una filla de Laomedont, de nom Hesíone. En aquell temps, Hèracles es trobava a la Tròada, de camí cap al país de les amàzones, i s'oferí a alliberar-la a canvi d'uns cavalls divins propietat del rei. Aquest acceptà el tracte, però després que Hèracles hagué alliberat la seua filla es negà a complir la seua part.
Hèracles, en revenja, va tornar al capdavant d'un exèrcit i va conquerir Troia amb l'ajuda de Telamó, l'argonauta. Va matar a Laomedont i tots els seus fills, excepte Podarces que va donar-li un vel daurat per salvar la vida (des de llavors fou conegut com a Príam, que significa el que compra).
Una tradició transmesa per Diodor de Sicília explica que Hèracles havia enviat Telamó i Íficles davant de Laomedont com a ambaixadors per demanar-li Hesíone i els cavalls promesos. Laomedont va empresonar els enviats i va voler destruir els argonautes. Tots els fills de Laomedont van participar en la conspiració excepte Podarces (Príam), que es va oposar a la traïció, dient que calia mostrar-se equitatiu amb els hostes. Príam va fer arribar dues espases a la presó on estaven tancats Telamó i Íficles i els va explicar les intencions de Laomedont. Els presoners van degollar els carcellers i es van reunir amb els argonautes, que van atacar Troia. Hèracles, mostrant una força i un valor prodigiosos, va aconseguir la victòria, va matar Laomedont, va acabar amb els seus fills, va prendre la ciutat i va fer rei al jove Príam.
A Troia es podia veure la tomba de Laomedont davant les portes Escees, i un oracle havia dit que la ciutat no seria presa mentre la sepultura restés intacta.